# Hieracium argentatum
Hieracium argentatum es una especie de planta con flor del género Hieracium, de la familia Asteraceae, orden Asterales.

## Distribución
Hieracium argentatum se distribuye por Irlanda.

## Taxonomía
Fue descrita científicamente por (Pugsl.) P. D. Sell. Fue publicada en Fl. Gr. Brit. Ireland 4: 545 (2006).